# Allophylus abyssinicus
Allophylus abyssinicus là một loài thực vật có hoa trong họ Bồ hòn. Loài này được (Hochst.) Radlk. mô tả khoa học đầu tiên năm 1895.